# Lucio Martínez Pereda
Lucio Martínez Pereda, nacido en Vigo en 1962, es un historiador español.

## Trayectoria
Licenciado en Geografía e Historia por la Universidad de Santiago de Compostela, fue profesor titular de Geografía e Historia en el instituto IES Valadares de Vigo. Investigó la retaguardia franquista durante la Guerra civil española: movilización, propaganda política y depuración administrativa y estudia la movilización y propaganda de masas en la fase inicial de la dictadura en Galicia. Su obra Medo político e control social na retagarda franquista fue finalista del Premio da Crítica Galicia 2016 otorgado por el Círculo Orensán Vigués. Ha colaborado en la revista de pensamiento A Trabe de Ouro y es colaborador habitual en NR y Conversación sobre la Historia. En Twitter opina sobre historia y política. Martínez Pereda ha ganado relevancia mediática por sus opiniones sobre temas contemporáneos relacionados con el franquismo y el auge de partidos políticos ultraderechistas. En sus colaboraciones, Martínez Pereda adopta un enfoque que combina el análisis histórico con reflexiones sobre el presente, buscando desentrañar las raíces profundas de los problemas actuales. Su estilo crítico y su interés por los mecanismos de poder lo llevan a tratar temas que invitan a cuestionar el statu quo, desde la corrupción judicial hasta el auge de ideologías autoritarias, siempre con un trasfondo que remite a su conocimiento del franquismo y su legado en la cultura política actual

## Libros
- La depuración franquista del Magisterio Nacional en el norte de Zamora 1936-1943, CEB Ledo del Pozo, 2008.[1]
- Propaganda, mobilización e cerimonias político relixiosas en Vigo durante a Guerra Civil, Instituto de Estudios Vigueses, 2011, ISBN 978-84-89599-45-9.[2]
- Medo político e control social na retagarda franquista, Xerais, 2015, ISBN 978-84-9914-808-3.[3][4][5]
- El pan y la cruz. Hambre y Auxilio Social durante el primer franquismo en Galicia. Biblioteca Nueva, 2017, ISBN 978-84-16647-64-4.[6]
- Desmontando a propaganda franquista (AA.VV). Deputación de Pontevedra, 2022. ISBN 978-84-8457-520-7